# 蘇聯民航418號班機空難
蘇聯民航418號班機是沿罗安达-马拉博-恩贾梅纳-的黎波里-莫斯科路徑飛行的定期国际客运航班。1976年6月1日時在此次空難中，此航班由註冊編號CCCP-85102的图波列夫Tu-154A飛機运轉，並在营運马拉博-恩贾梅纳的第二航段中撞擊在鄰近赤道几内亚比奥科岛马拉博机场的一座山後墜毀。

## 事故經過
这架飞机在从二月四日国际机场飞往马拉博国际机场的途中在赤道几内亚比奥科島撞上了一座750公尺（2460英尺）高的山。  42名乘客和4名机组人员全部遇难。

## 调查
事故原因无法确定，但相關事故调查委员会怀疑飞机上的 MSRP-12 雷达可能出现故障，而导致机组人员不知道他们的位置。